# Heteromigas terraereginae
Heteromigas terraereginae is een spinnensoort in de taxonomische indeling van de Migidae.
Het dier behoort tot het geslacht Heteromigas. De wetenschappelijke naam van de soort werd voor het eerst geldig gepubliceerd in 1984 door R. J. Raven.